# ヨンガー&ブレッソン
ヨンガー&ブレッソン（英称:Yonger&Bresson）は、フランスの腕時計メーカー。1975年パリのマレ地区で生まれたルゾン兄弟によって、スイス国境近くのフランス：ジュラ県にあるモルトーにて創設された。当初はソ連、その後中国で製造されたムーブメントを使用した低価格の時計ブランドであった。
しかし、1970年代のクオーツショックを経て、フランスのAMBRE GROUPに買収された後は2012年のバーゼルワールドにてフランスの自社で設計、開発、組み立てを行ったムーブメント（マニュファクチュール）である「AMBRE  1033」を発表しており、数少ない自社製ムーブメントを持つメゾンとして世界8ヶ所の本社、子会社を通じ機械式時計のラインナップを展開している。
同社のコレクションにはフランスの著名な城（ルーブル、モンセギュールなど）が名付けられている。
2024年現在日本からは事実上撤退状態にある。